# パライタリア
パライタリア・サンタ・ジュリアはイタリア・ミラノ郊外のサンタジュリアに建設中の多目的アリーナ。2022年秋に着工し2025年完成予定。完成すればイタリア最大のアリーナで2026年ミラノ五輪ではアイスホッケー会場として使用予定。同年開催のユーロバレー男子では決勝などが当地で開催予定